# Medellín
|  | Aquest article tracta de la ciutat colombiana. Pel que fa al municipi d'Extremadura, vegeu Medellín (Badajoz). |

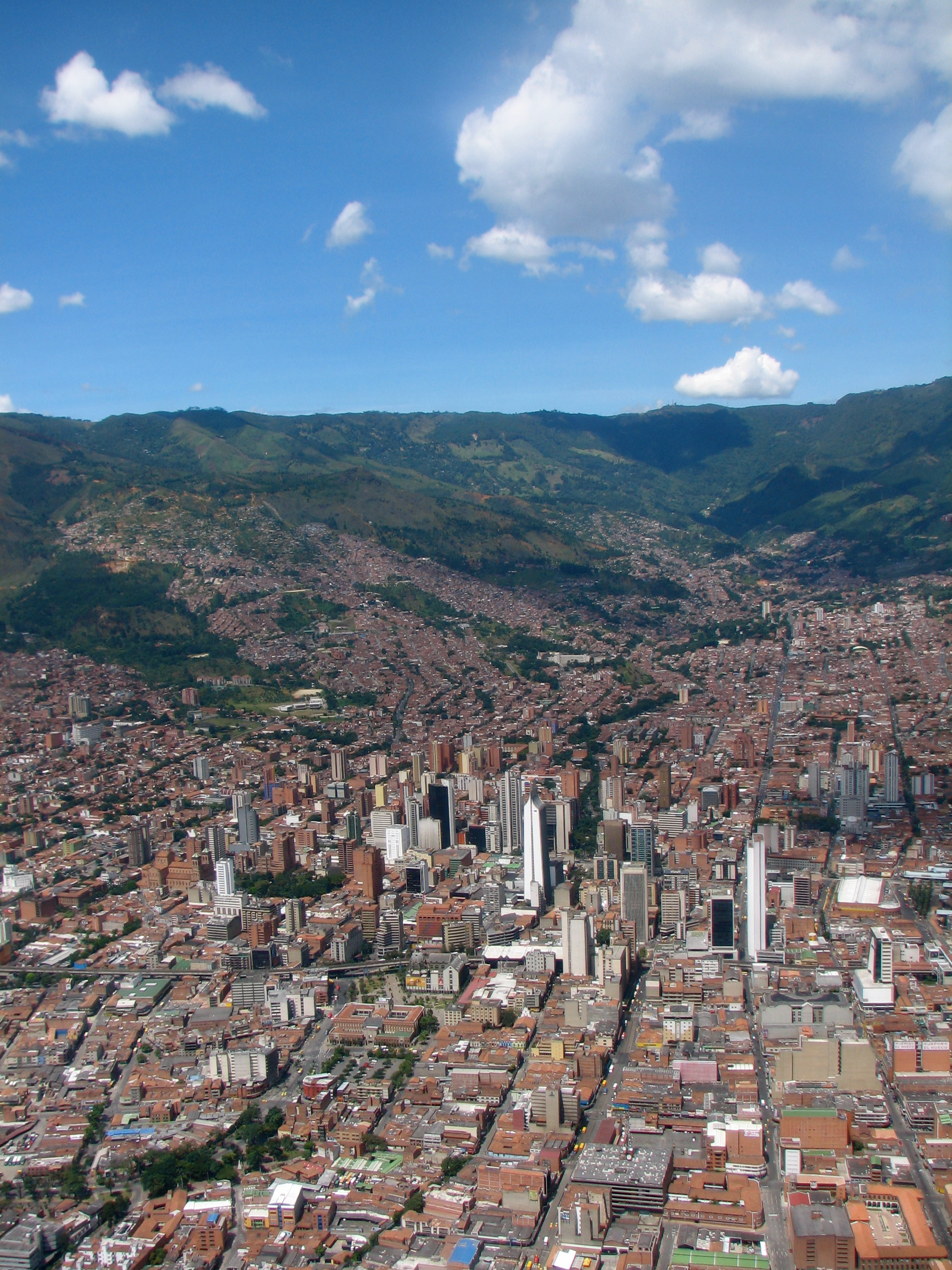
Centre de la ciutat de Medellín

Medellín és una ciutat i municipi de Colòmbia, capital del departament d'Antioquia, situada al nord-oest del país, al centre de la vall d'Aburrá i a la vora del riu Medellín, que el travessa de sud a nord, a la Serralada Central dels Andes, constituint-se com el major centre urbà de la branca andina. Compta, segons les dades del cens de 2005, amb una població de 2.223.078 habitants, cosa que la converteix en la segona ciutat més poblada de Colòmbia, solament superada per Bogotà. Per la seua banda, l'Àrea Metropolitana de Medellín, formada per 9 municipis més, té una població de 3.312.165 habitants, amb què és la segona aglomeració urbana de Colòmbia i la 91a del món.
Fou fundada amb el nom de vil·la de la candelaria de Nuestra Señora de Medellín el 2 novembre de 1675 al lloc que correspon actualment al centre de la ciutat (zona centro-oriental). Abans d'això el 1616 si havia construït un petit poblat de conqueridors espanyols al qual se li va donar el nom de San Lorenzo de Aburra, fundat per l'espanyol Francisco Herrera Campuzano al lloc on avui es troba el parc del Poblado.
La plaça de San Antonío construïda el 1994 és la plaça més gran del centre de Medellín té aproximadament 33000 m². És un lloc per la trobada ciutadana i per la programació d'events públics. Té tres escultures monumentals de Fernando Botero i una altra escultura “El porton de San Antonio” una obra de Ronny Vayda. Generalment la gent li diuen Parque San Antonio.

## Toponímia
En el transcurs de la seva evolució, la ciutat de Medellín s'ha anomenat: Aburrá de los Yamesíes, San Lorenzo de Aburrá, San Lorenzo de Aná, Valle de San Bartolomé, Villa de la Candelaria de Medellín i Medellín.
El nom de la ciutat honra Medellín d'Extremadura, perquè la majoria dels conqueridors espanyols, com Gaspar de Rodas, el primer governador d'Antioquia, eren originaris d'aquesta regió de Badajoz. El comte Pedro Portocarrero y Luna, President del Consell pel Consejo de Indias, va demanar a la monarquia de donar el nom de Medellín d'Extremadura a una nova fundació americana. La seva petició va ser acceptada el 22 de novembre de 1674, quan la regent Maria Anna d'Àustria va proclamar el nom de Villa de Nuestra Señora de Medellín. La proclamació oficial va ser efectuada pel governador Miguel Aguinaga y Mendiogoitia el 2 de novembre de 1675.

## Història

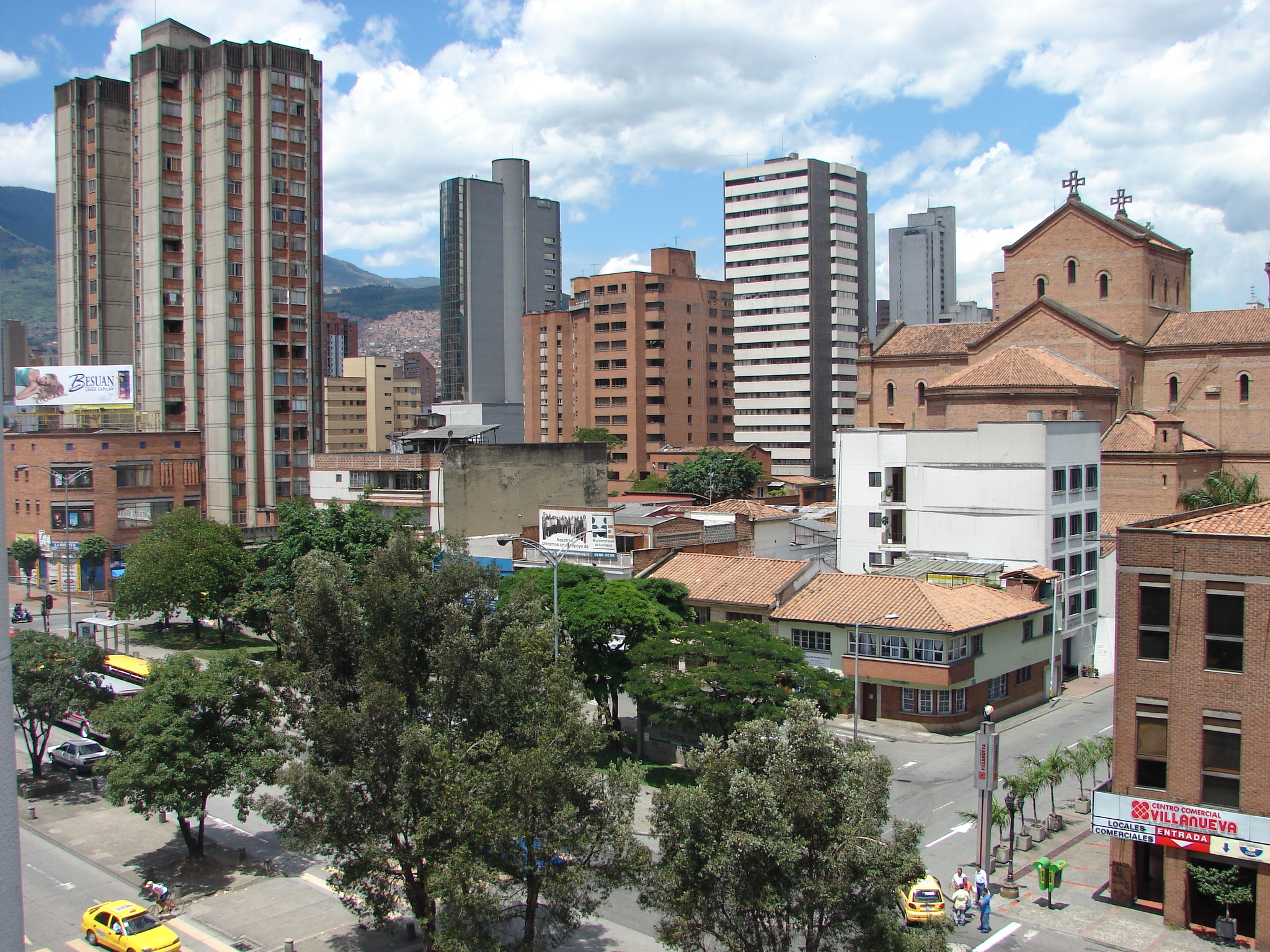
Centre de Medellín

Els primers espanyols van desembarcar a la regió en el transcurs dels anys 1500 i 1501. El territori era llavors ocupat per moltes tribus pertanyent a la gran família dels Caribs. El nom de Medellín té el seu origen del nom Metellium, antic nom llatí de la ciutat de Medellín, a la província espanyola de Badajoz, nom que ve del seu fundador, Quint Cecili Metel Pius.
La vall on avui es troba Medellín va ser vista per primera vegada pels espanyols l'agost de 1541. Eren en expedició a compte de Jeronimo Luis Tejelo, que estava a les ordres del mariscal Jorge Robledo, per trobar terres i riqueses.
Poblat d'indígenes de diferents ètnies — Yanmesies, Niquiás, Nutabes (o Nutabés, o Nutabae) i Aburraes, segons la història — la vall era un lloc propici perquè els colons ibèrics, al cap dels quals Francisco d'Herrera Campuzano, fundessin el 2 de març de 1616 el poble de San Lorenzo de Aburrà sobre el lloc que ocupa avui el parc El Poblado.
L'any 1674, un certificat oficial de la reina Maria Anna d'Àustria li atribueix el títol de Villa i, l'any 1675, s'estableix la Vil·la de Nuestra Señora de la Candelaria de Medellín.
L'any 1813, el governador Juan del Corral la declara ciutat, motivat per la seva importància comercial.
El 17 d'abril de 1826, Medellín va ser elevada a la categoria de capital d'Antioquia, i va treure així el títol a Santa Fe de Antioquia, més activa econòmicament.
Pablo Escobar va fer de Medellín la seva base operativa des dels anys 1970 fins a la seva mort, l'any 1993. Un barri de la ciutat, totalment finançat pel baró de la droga, porta el seu nom, el barrio Pablo Escobar. Malgrat la violència que ha fet regnar sobre Medellín i sobre Colòmbia en general, Escobar resta popular entre alguns dels més pobres, a qui va beneficiar dels seus enormes recursos financers. Va ser abatut a Medellín el 3 de desembre de 1993, després de estar amagat durant diverses setmanes.

Barraques de Medellín en 1975. Institute for Housing and Urban Development Studies
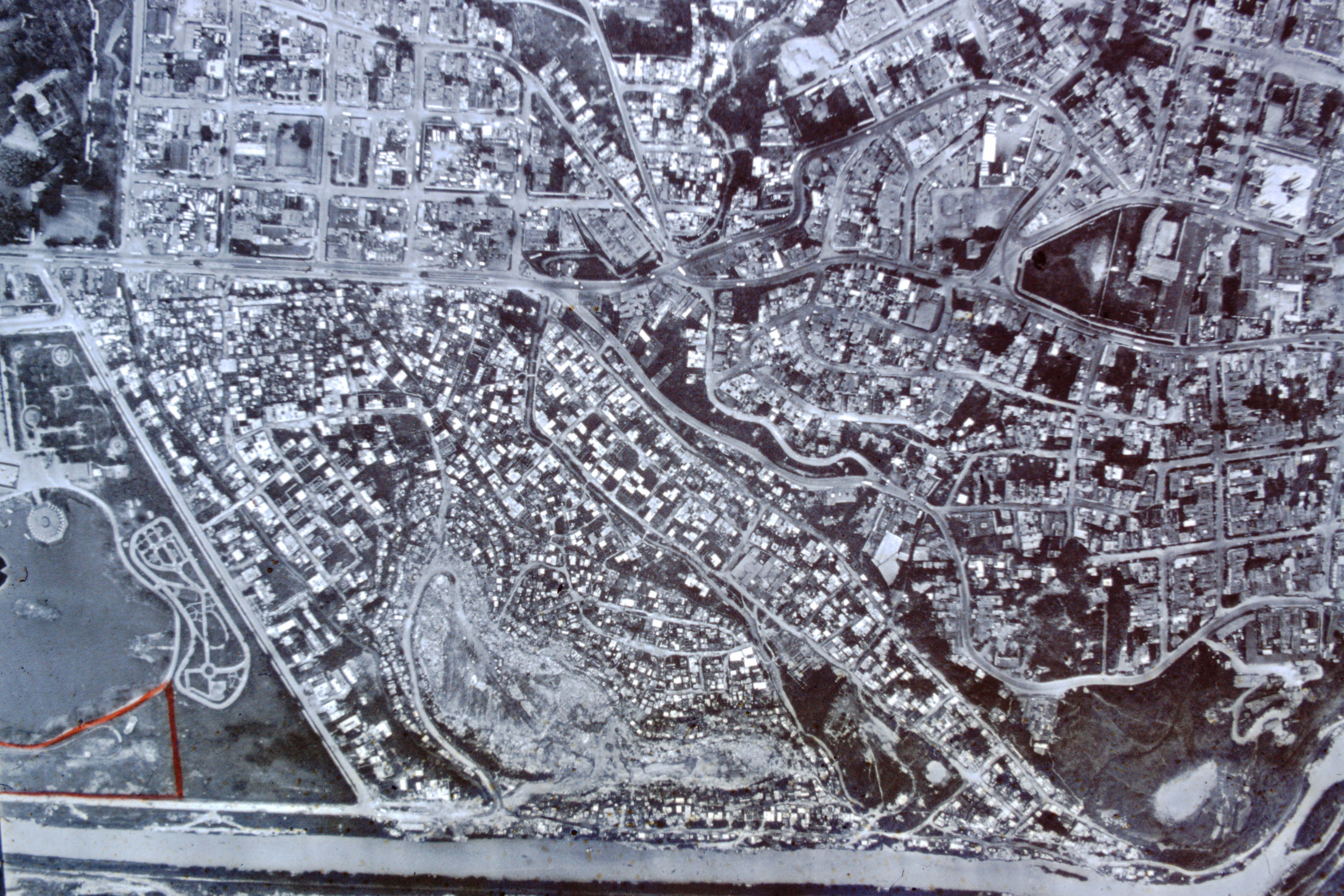
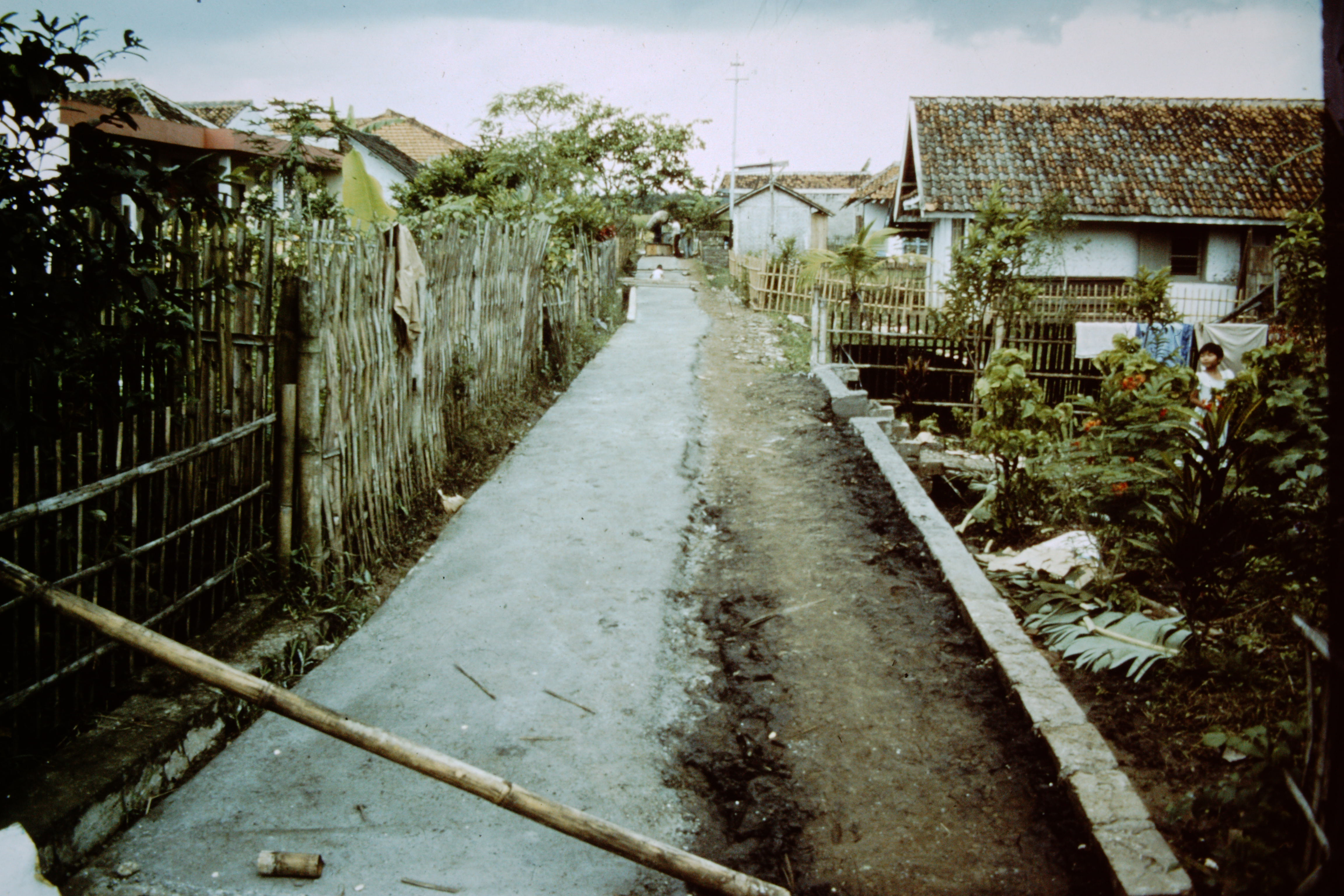
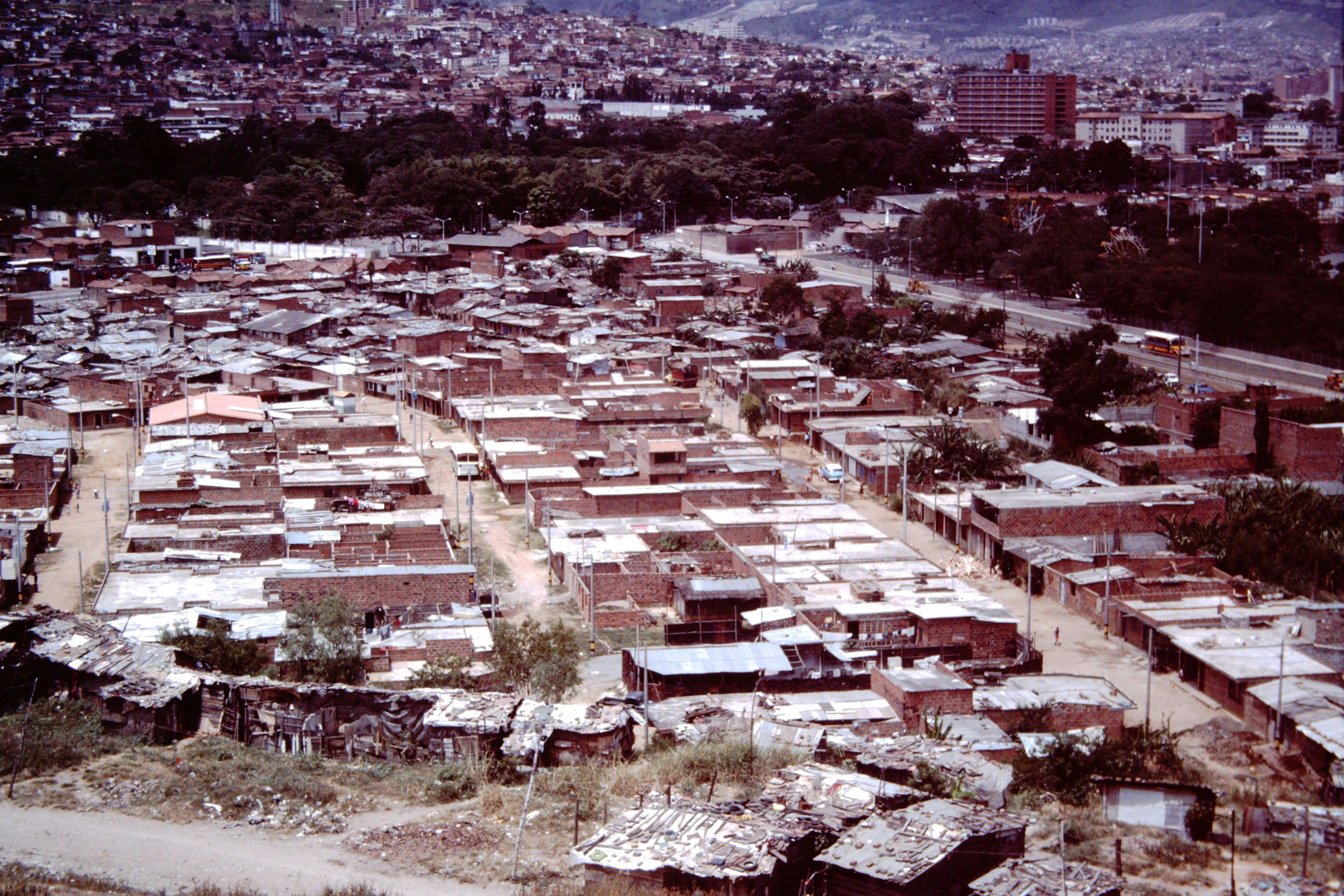

## Geografia
La ciutat és situada a 6° 14′ N, 75° 34′ O. Es troba a 400 km de la capital Bogota i s'estén sobre 380 km².
La ciutat de Medellín ocupa la vall encaixada d'Aburrá, entre les serralades Occidental i Central, a una altitud de 1.538 metres. És travessada pel riu Medellín que segueix el seu curs cap al nord. És anomenada Capital de la Montaña.
Al nord se situen les ciutats de Bello, Copacabana, Girardota, Barbosa, i al sud Itagüí, Envigado, Sabaneta, La Estrella i Caldas.

## Clima
Les temperatures varien de 28°C el dia a 16°C de nit, la qual cosa li val el conegut sobrenom de «la ciutat de l'eterna primavera».
| Paràmetres climàtics mitjans de Medellín                                        | Paràmetres climàtics mitjans de Medellín | Paràmetres climàtics mitjans de Medellín | Paràmetres climàtics mitjans de Medellín | Paràmetres climàtics mitjans de Medellín | Paràmetres climàtics mitjans de Medellín | Paràmetres climàtics mitjans de Medellín | Paràmetres climàtics mitjans de Medellín | Paràmetres climàtics mitjans de Medellín | Paràmetres climàtics mitjans de Medellín | Paràmetres climàtics mitjans de Medellín | Paràmetres climàtics mitjans de Medellín | Paràmetres climàtics mitjans de Medellín | Paràmetres climàtics mitjans de Medellín |
| Mes                                                                             | Gen.                                     | Feb.                                     | Mar.                                     | Abr.                                     | Mai.                                     | Jun.                                     | Jul.                                     | Ago.                                     | Set.                                     | Oct.                                     | Nov.                                     | Des.                                     | Anual                                    |
| ------------------------------------------------------------------------------- | ---------------------------------------- | ---------------------------------------- | ---------------------------------------- | ---------------------------------------- | ---------------------------------------- | ---------------------------------------- | ---------------------------------------- | ---------------------------------------- | ---------------------------------------- | ---------------------------------------- | ---------------------------------------- | ---------------------------------------- | ---------------------------------------- |
| Temperatura màxima registrada °C (°F)                                           | 31,5 (88,7)                              | 33 (91,4)                                | 33,1 (91,6)                              | 32,8 (91)                                | 32,1 (89,8)                              | 32,6 (90,7)                              | 32,2 (90)                                | 33,2 (91,8)                              | 31,1 (88)                                | 31,2 (88,2)                              | 31 (87,8)                                | 32,7 (90,9)                              | 33,2 (91,8)                              |
| Temperatura mínima registrada °C (°F)                                           | 12,4 (54,3)                              | 9,5 (49,1)                               | 13 (55,4)                                | 13,9 (57)                                | 12,8 (55)                                | 10,4 (50,7)                              | 12,4 (54,3)                              | 11,4 (52,5)                              | 10,2 (50,4)                              | 10,2 (50,4)                              | 11,2 (52,2)                              | 10,8 (51,4)                              | 8 (46,4)                                 |
| Temperatura diària màxima °C (°F)                                               | 26,8 (80,2)                              | 27,6 (81,7)                              | 27,4 (81,3)                              | 27,6 (81,7)                              | 27,4 (81,3)                              | 28,6 (83,5)                              | 28,3 (82,9)                              | 28,2 (82,8)                              | 27,7 (81,9)                              | 26,8 (80,2)                              | 26,9 (80,4)                              | 26,5 (79,7)                              | 27,5 (81,5)                              |
| Temperatura diària mínima °C (°F)                                               | 16,1 (61)                                | 16,9 (62,4)                              | 17,2 (63)                                | 17,4 (63,3)                              | 17,3 (63,1)                              | 17,8 (64)                                | 17,5 (63,5)                              | 17,3 (63,1)                              | 16,5 (61,7)                              | 16,6 (61,9)                              | 16,9 (62,4)                              | 16,4 (61,5)                              | 17 (62,6)                                |
| Precipitació total mm (polzades)                                                | 74,6 (2,9)                               | 80,2 (3,2)                               | 129,3 (5,1)                              | 163,1 (6,4)                              | 168,5 (6,6)                              | 99,5 (3,9)                               | 90,4 (3,6)                               | 110,1 (4,3)                              | 171,7 (6,8)                              | 220,6 (8,7)                              | 151,1 (5,9)                              | 95,3 (3,8)                               | 1.554,4 (61,2)                           |
| Font: Instituto de hidrología meteorología y estudios ambientales Novembre 2011 |                                          |                                          |                                          |                                          |                                          |                                          |                                          |                                          |                                          |                                          |                                          |                                          |                                          |

## Economia
Medellín és el segon centre econòmic de Colòmbia.
La indústria tèxtil i la vestimenta compten entre les principals exportacions cap als mercats internacionals. El desenvolupament d'aquests sectors ha permès a la ciutat de ser un important centre de la moda
Al sector del turisme, Medellín ha progressat fins a esdevenir la tercera destinació, a Colòmbia, per als visitants estrangers.
La regió és rica en mines d'or (70% de la producció d'or del país).

## Cultura

### Museu d'Antioquia
El museu d'Antioquia va ser fundat el 1881, és el museu més important de Medellín. En l'actualitat compta amb una col·lecció de més de 5000 peces que inclouen des de material arqueològic fins a art contemporani. Des de l'any 2000 la institució té com a seu l'antic palau municipal de Medellín. El museu conserva la col·lecció de 126 pintures del mestre Fernando Botero i de 21 mestres internacionals con Antoni Tapies, Robert Matta i Rauschenberg entre d'altres.
Junt a aquestes col·leccions es troben també onze monumentals murals d'en Pedro Nel Gómez, l'obra del pintor pioner Francisco Antonio Cano, l'artista Débora Arango, les escultures de Marco Tobón Mejia,entre altres capítols del l'art antioquè. El parc de les escultures conté 23 escultures de Fernando Botero, les quals es converteixen en una galeria a cel obert que narra l'obra més important de l'artista, complementada per edificis de gran importància històrica i carrers representatius del desenvolupament de la ciutat.

### Gastronomia
La gastronomia de la ciutat és l'Antioquenya. Els principals emplaçaments on es troba una gran varietat de restaurants són: avinguda Les Palmeres, avinguda El Poblat (milla d'or), el carrer de la Buena Mesa (Barrio Poblado), avinguda Nutibara i al centre de la ciutat.
Quant als plats típics de Medellín i Antioquia es pot destacar la bandeja Paisa, que és un conjunt de preparacions que inclou mongetes, arròs, llardons, carn en pols, xoriço, botifarra, ou ferrat, talls de plàtan madur, arepa, amanida i alvocat. Se serveix en safata de llosa o de fusta.
També és bastant tradicional consumir l'arepa paisa, és elaborada amb blat de moro cuit, molt i pastat sense més ingredients; per tant, sola és insípida i el seu sabor definitiu depèn del que se li agregui. S'acostuma a acompanyar-la amb mantega i sal però també amb alvocat, hogao, formatge, carn dermechada. L'esmorzar s'acostuma a acompanyar amb xocolata, calentao i “parva”, és un component tradicional de la gastronomia antioquenya i aquest nom li és donat a una àmplia varietat de peces de forn de pa entre les quals destaquen el pa de formatge, el bescuit, els panderos, els bunyols, el pandebono i el pa.